# Администрация Костромской области
Администрация Костромской области — высший орган исполнительной власти в Костромской области.

## Полномочия
Согласно статье 28 Устава Костромской области, администрация:
- разрабатывает и осуществляет меры по обеспечению комплексного социально-экономического развития Костромской области, участвует в проведении единой государственной политики в области финансов, науки, образования, здравоохранения, культуры, физической культуры и спорта, социального обеспечения, безопасности дорожного движения и экологии;
- осуществляет в пределах своих полномочий меры по реализации, обеспечению и защите прав и свобод человека и гражданина, охране собственности и общественного порядка, противодействию терроризму и экстремизму, борьбе с преступностью;
- осуществляет в пределах своих полномочий меры по обеспечению государственных гарантий равенства прав, свобод и законных интересов человека и гражданина независимо от расы, национальности, языка, отношения к религии и других обстоятельств; предотвращению ограничения прав и дискриминации по признакам социальной, расовой, национальной, языковой или религиозной принадлежности; сохранению и развитию этнокультурного многообразия народов Российской Федерации, проживающих на территории Костромской области, их языков и культуры; защите прав национальных меньшинств; социальной и культурной адаптации мигрантов; профилактике межнациональных (межэтнических) конфликтов и обеспечению межнационального и межконфессионального согласия;
- разрабатывает для представления губернатором Костромской области в Костромскую областную Думу проект областного бюджета;
- обеспечивает исполнение областного бюджета и готовит отчет об исполнении указанного бюджета, ежегодный отчет о результатах своей деятельности, сводный годовой доклад о ходе реализации и об оценке эффективности государственных программ Костромской области, ежегодные отчеты о ходе исполнения плана мероприятий по реализации стратегии социально-экономического развития Костромской области для представления их губернатором Костромской области в Костромскую областную Думу;
- определяет порядок разработки и корректировки документов стратегического планирования, находящихся в ведении администрации Костромской области, и утверждает (одобряет) такие документы;
- формирует иные органы исполнительной власти Костромской области;
- управляет и распоряжается собственностью Костромской области в соответствии с законами Костромской области, а также управляет федеральной собственностью, переданной в управление Костромской области в соответствии с федеральными законами и иными нормативными правовыми актами Российской Федерации;
- определяет исполнительные органы государственной власти Костромской области в качестве уполномоченных органов государственной власти в различных сферах государственного управления, если иное не установлено федеральным законодательством;
- осуществляет полномочия исполнительных органов государственной власти Костромской области, установленные федеральным законодательством и не отнесенные к полномочиям губернатора Костромской области, иных исполнительных органов государственной власти Костромской области, в соответствии с законодательством;
- вправе предложить органу местного самоуправления, выборному или иному должностному лицу местного самоуправления привести в соответствие с законодательством Российской Федерации изданные ими правовые акты в случае, если указанные акты противоречат Конституции Российской Федерации, федеральным законам и иным нормативным правовым актам Российской Федерации, Уставу Костромской области, законам и иным нормативным правовым актам Костромской области, а также вправе обратиться в суд;
- учреждает, упраздняет и присваивает почетные звания, поощрения администрации Костромской области;
- осуществляет иные полномочия, установленные федеральными законами, Уставом Костромской области и законами Костромской области, а также соглашениями с федеральными органами исполнительной власти, предусмотренными статьей 78 Конституции Российской Федерации.

## Состав
- Ситников, Сергей Константинович, Губернатор Костромской области
- Корсун, Иван Владимирович, Первый заместитель губернатора Костромской области
- Гальцев, Денис Владимирович, Заместитель губернатора Костромской области
- Дмитриев, Андрей Игоревич, Заместитель губернатора Костромской области - директор департамента строительства, жилищно-коммунального хозяйства и топливно-энергетического комплекса
- Еремина, Ольга Львовна, Заместитель губернатора Костромской области
- Кирпичник, Владимир Григорьевич, Заместитель губернатора Костромской области
- Маков, Юрий Вениаминович, Заместитель губернатора Костромской области
- Фишер, Александр Адольфович, Заместитель губернатора Костромской области
- Иванов, Сергей Владимирович, Директор департамента агропромышленного комплекса
- Солдатова, Ирина Юрьевна, Директор департамента государственного регулирования цен и тарифов
- Нечаев, Евгений Владимирович, Директор департамента здравоохранения
- Иванова, Марина Анатольевна, Директор департамента имущественных и земельных отношений
- Журина, Елена Викторовна, Директор департамента культуры
- Голубев, Александр Сергеевич, Директор департамента лесного хозяйства
- Морозов, Илья Николаевич, Директор департамента образования и науки
- Беляев, Андрей Владиславович, Директор департамента природных ресурсов и охраны окружающей природной среды
- Белозеров, Александр Владимирович, Директор департамента региональной безопасности
- Чепиков, Алексей Николаевич, Директор департамента строительства
- Кананин, Евгений Владимирович, Директор департамента транспорта и дорожного хозяйства
- Дроздник, Аурика Владимировна, Директор департамента по труду и социальной защите населения
- Замураев, Игорь Николаевич, Директор департамента финансов
- Колескин, Александр Арсентьевич, Директор департамента финансового контроля
- Свистунов, Александр Александрович, Директор департамента экономического развития

## Представитель вСовете ФедерацииФедерального Собрания
1. Стариков Иван Валентинович — полномочия признаны 25 января 2001 г. — прекращены досрочно 28 апреля 2004 г.
2. Дума Василий Михайлович — полномочия признаны 13 мая 2004 г. — подтверждены 8 июня 2005 г. — продлены 16 ноября 2007 г. — истекли 18 мая 2011 г.
3. Журавлёв Николай Андреевич — полномочия признаны 18 мая 2011 г.